# Stułbia pospolita
Stułbia pospolita (Hydra vulgaris) – słodkowodny stułbiopław z rodziny Hydridae. Osobniki Hydra vulgaris osiągają do 2 cm długości ciała i długość czułków do 5 cm. Zamieszkują stawy wodne i inne zbiorniki wodne. Ubarwione są na brązowo.